# Ponta de São Marçal
A Ponta de São Marçal é uma formação geológica costeira de São Tomé e Príncipe, localizado na ilha de São Tomé, a Este da província da Água Grande. Este acidente geológico localiza-se entre a Ponta Canido e a Ponta de São Jerónimo.